# 山根秀夫
山根 秀夫（やまね ひでお、1940年4月19日 - 2016年1月18日）は、日本の経営者。神戸新聞社、デイリースポーツ各社長を務めた。兵庫県神戸市出身。

## 来歴・人物
1964年早稲田大学第一政治経済学部を卒業した後に、神戸新聞社に入社。1993年に取締役、1995年に常務を経て、1997年社長に就任。その後、2003年に会長を経て、2005年に相談役に就任。1995年阪神淡路大震災の際には本社屋に大きな被害が出る中で、編集局長として京都新聞社の協力を得た上で新聞の発行を継続した。1997年から2003年までにデイリースポーツ社長も務めた。
2016年1月18日腎不全のために死去。75歳没。